# Janina Uhse
Janina Jana Christin Uhse (Husum, 2 oktober 1989) is een Duitse actrice.
Janina begon al op jonge leeftijd met acteren. In 1998, op negenjarige leeftijd, had ze een gastrol in de serie Der Kind vom Alstertal. Later speelde ze een gastrol in het derde seizoen van de jeugdserie Die Pfefferkömer. In 2002 maakte Uhse haar filmdebuurt in de film Der Rattenkönig. Tussen 2003 en 2008 had Janina een rol in de dramaserie Der Landartz. Ze speelde de rol van Melanie Peschke. De laatste jaren is ze vooral bekend door haar rol als Jasmin Nowak in de soapserie Gute Zeiten, schlechte Zeiten.

## Filmografie
- 2002–2003: Die Kinder vom Alstertal (televisieserie, 3 afleveringen)
- 2002: Der Rattenkönig
- 2003: Die Pfefferkörner - Diamantenfieber (televisieserie)
- 2003–2008: Der Landarzt (televisieserie, 18 afleveringen)
- 2005: Die Rettungsflieger - Irrtümer (televisieserie)
- 2008–2017: Gute Zeiten, schlechte Zeiten (televisieserie)
- 2011: Küstenwache - Im Auge des Sturms (televisieserie)
- 2016: Unsere Zeit ist jetzt
- 2016: Leg dich nicht mit Klara an
- 2017: Donna Leon - Tod zwischen den Zeilen (televisieserie)
- 2017: High Society
- 2018: Der Vorname
- 2018: Unsere Jungs (televisiefilm)
- 2020: Betonrausch (speelfilm, Netflix)
- 2020: Berlin, Berlin – Der Film (speelfilm, Netflix)
- 2020: Es ist zu deinem Besten
- 2022: Der Nachname

### Synchronisatie
- 2018: Hotel Transsilvanien 3 – Ein Monster Urlaub als Mavis

- Gemeinsame Normdatei: 1014607965
- International Standard Name Identifier: 0000 0003 7189 3195
- Library of Congress Control Number: no2019116539
- Virtual International Authority File: 185715357